# Cool Factor
Cool Factor was een spelshow op Nickelodeon, waarin alles draaide om het uithalen van stunts of beproevingen in Center Parcs. Dit programma was de kinderversie van Fear Factor.

## Achtergrond
Cool Factor is een productie van Endemol en wordt sinds 2010 uitgezonden door Nickelodeon. De presentator van het eerste seizoen was Patrick Martens en de kandidaten kwamen uit Nederland. In de daarop volgende seizoenen lag de presentatie telkens in handen van een andere presentator/presentatrice. De kandidaten kwamen ook uit België, Duitsland en Frankrijk. 

## Seizoenen
| Jaar | Presentatie                       | Deelnemende landen                          |
| ---- | --------------------------------- | ------------------------------------------- |
| 2010 | Patrick Martens                   | Nederland                                   |
| 2011 | Loek Beernink                     | Nederland en België                         |
| 2015 | Anouk Maas                        | Nederland, België en Duitsland              |
| 2016 | Iris Hesseling                    | Nederland, België en Duitsland en Frankrijk |
| 2018 | Stef Poelmans & Nienke van Dijk   | Nederland en België                         |
| 2019 | Wout Verstappen & Nienke van Dijk | Nederland en België                         |